# Heather Bresch
Heather Bresch (née Manchin, le 27 juin 1969) est une dirigeante d'entreprise américaine. Elle est chef de la direction de Mylan depuis 2012. Elle est la première femme à diriger une entreprise pharmaceutique classé dans le Fortune 500. En 2015, elle a été classée n° 22 dans la liste des femmes les plus puissantes du magazine Fortune.
Bresch est la fille de l'ancien gouverneur de la Virginie-Occidentale et actuel sénateur américain Joe Manchin. Bresch a été au centre de deux controverses : une accusation de 2007 de gonfler son curriculum vitae avec un MBA non acquis et en tant que PDG de Mylan lors de la controverse sur les prix des produits EpiPen de la société.

## Jeunesse et éducation
Heather Bresch grandit à Fairmont et à Farmington, en Virginie-Occidentale, dans une famille catholique romaine d'ascendance italienne et tchèque. Elle est la fille de Gayle Conelly Manchin et de Joe Manchin, un homme politique de premier plan tout au long de son enfance et sénateur des États-Unis pour la Virginie-Occidentale depuis 2010.
Elle étudie au lycée de Fairmont. En 1991, elle est diplômée d'un baccalauréat universitaire en sciences politiques et relations internationales de l'université de Virginie-Occidentale (West Virginia University ou WVU).

### L'affaire du MBA
En 2007, le Pittsburgh Post-Gazette révèle que Heather Bresch ne possèderait pas de maîtrise en administration des affaires (master of business administration ou MBA) de l'université de Virginie-Occidentale, contrairement à ce qu'elle affirme. L'université lui attribue alors un Executive MBA, alors qu'elle ne comptait que 26 crédits sur les 48 requis. Son père est alors gouverneur de l'État de Virginie-Occidentale.
Michael Garrison, alors président de l'université, est considéré comme « un ami de la famille et un ancien associé d'affaires de Bresch »,, ayant travaillé comme consultant et lobbyiste chez Mylan. En raison de la controverse, l'université annonce en avril 2008 l'annulation du diplôme de Heather Bresch. Michael Garrison et plusieurs responsables de l'université démissionnent après une motion de censure du corps enseignant,.

## Carrière

### Débuts professionnels
En 1992, Heather Bresch commence à travailler comme employée dans une usine appartenant à Mylan, une société de médicaments génériques dont elle prend la direction générale en 2012. C'est lors d'un match de basketball à l'université de Virginie-Occidentale en 1992 que Joe Manchin évoque la recherche d'emploi de sa fille à Milan Puskar, PDG de Mylan. Peu de temps après, la société lui propose un poste de bas niveau dans le domaine du contrôle de la qualité d'une usine de Morgantown. D'abord peu enthousiaste, Bresch aurait accepté l'offre en suivant les conseils de son père, qui l'encourage à tenter l'expérience pendant un an. Elle commence donc par un poste d'employée consacré à l'étiquetage de produits. Au fil des années, elle est fréquemment promue, « travaillant dur et découvrant l'industrie de fond en comble ».

### Relations gouvernementales et plaidoyer
De 2002 à 2005, Bresch a été Directrice des relations gouvernementales chez Mylan. Elle a contribué à l'élaboration de la loi de 2003 sur les médicaments sur ordonnance, les améliorations et la modernisation de Medicare, qui a créé Medicare Part D, un système de distribution de médicaments sur ordonnance.
En 2006, Bresch témoigne devant le Comité spécial du Sénat des États-Unis sur le vieillissement dans le but de faire pression pour que les lois empêchent les sociétés pharmaceutiques de contester l'introduction de génériques concurrents en déposant des pétitions de citoyens auprès de la FDA, ce qui empêcherait les sociétés pharmaceutiques de réduire les bénéfices des fabricants de médicaments génériques en concluant des accords pour l’introduction de génériques autorisés.
Lors de l'expansion internationale de Mylan, Bresch a constaté que la Food and Drug Administration (FDA) y consacrait du personnel à plein temps, alors que ses installations à l'étranger n'avaient pas été inspectées depuis plus d'une décennie.
Bresch a persuadé plusieurs concurrents de Mylan de soutenir ce qui allait devenir la Loi sur les frais d'utilisation de médicaments génériques, qu'elle a proposée aux législateurs en 2010. En vertu de la loi, le secteur des génériques paierait 300 millions de dollars à la FDA pour obtenir l’approbation de ses médicaments. En retour, la FDA inspecterait les installations de fabrication de médicaments étrangers au même rythme que les installations américaines, ce qu’elle n’avait pas fait l'ensemble de l'industrie pharmaceutique avait commencé à dépendre d'ingrédients et de produits finis d'origine étrangère,,. Pour défendre la nouvelle loi, elle a effectué des centaines de visites à Washington, parrainé un livre blanc et mis à profit toutes les compétences politiques acquises par son père,. La Loi de 2012 sur les frais d'utilisation de médicaments génériques a été adoptée le 9 juillet 2012 et impose aux inspections de la FDA d'inspecter les établissements de fabrication de produits pharmaceutiques à l'étranger s'ils importent aux États-Unis.

### Mylan exécutif
Heather Bresch a occupé plusieurs postes de direction chez Mylan, tels que Vice-Présidente Principale du Développement Stratégique, Chef des Opérations en Amérique du Nord, Chef de l'Exploitation et Chef de l'Intégration,.
Bresch a dirigé l'intégration des activités de Mylan aux activités de génériques et de spécialités pharmaceutiques de Matrix Laboratories Limited et de Merck KGaA. Elle a présidé la Generic Pharmaceutical Association (GPhA) pendant deux mandats. Bresch a été nommé président de Mylan en 2009 et a rejoint le conseil d'administration de Mylan en mars 2011. 
La nomination de Bresch en tant que Dirigeante Exécutive a été annoncée en 2011 et elle a officiellement pris ses fonctions en janvier 2012. Bresch a été la première femme à diriger une grande entreprise pharmaceutique. À l'époque, elle était l'une des 18 femmes chefs de direction d'une entreprise du classement Fortune 500. Après avoir constaté que peu de candidates étaient disponibles pour des postes exigeant une formation en sciences et en mathématiques, elle est devenue plus intéressée par la promotion de l'enseignement des mathématiques et des sciences chez les jeunes filles.
En tant que PDG de Mylan, Bresch a continué de plaider pour une réglementation accrue de l'industrie pharmaceutique par la Food and Drug Administration (FDA). Elle a été reconnue dans la liste « Patriotes de l'année 2011 » d'Esquire pour son travail en faveur de la loi sur la sécurité et l'innovation de la Food and Drug Administration (FDASIA). Elle a été nommée l'une des «50 femmes les plus influentes du monde des affaires» du magazine Fortune en 2014.
Également en 2014, Bresch et Mylan ont annoncé une acquisition de 5,3 milliards de dollars d'Abbott Laboratories dans le cadre d'un plan d'inversion de l'impôt sur les sociétés visant à réorganiser la société aux Pays-Bas et à transférer son domicile dans un pays où les impôts sont moins élevés. Bresch a déclaré que le choix était difficile à faire, mais qu'il fallait le faire pour rester compétitif par rapport aux fabricants de produits pharmaceutiques qui avaient déjà mis en œuvre des stratégies d'inversion similaires. La société a achevé l'inversion fiscale complexe en février 2015. L'inversion - qui a officiellement entraîné la création d'une nouvelle société, Mylan NV, dont 78% des actions étaient détenues par d'anciens actionnaires de Mylan Inc. et 22% de ses actions détenues par des actionnaires d'Abbott Labs - devait immédiatement abandonner les sociétés américaines de Mylan. taux d'imposition à 21% (au lieu de 24%) la première année « et dans les années de forte adolescence au cours des trois à cinq prochaines années ». Le New York Times a déclaré qu'il y avait quelque chose de « déconcertant » dans le cas d'une entreprise qui bénéficie d'importants contrats gouvernementaux renonçant à sa citoyenneté pour obtenir des avantages fiscaux.
En 2016, la tarification de l'EpiPen par Mylan, utilisée pour traiter l'anaphylaxie (réactions allergiques sévères), est devenue un élément central de la colère du public. Mylan avait obtenu les droits sur EpiPen, âgé de près de 50 ans, dans le cadre de l’accord Merck KGaA en 2007 . À cette époque, les ventes annuelles s'élevaient à environ 200 millions de dollars. Bresch a vu une opportunité d'augmenter à la fois le volume des ventes et la marge bénéficiaire. La société a lancé une campagne de marketing visant à sensibiliser les personnes souffrant d’allergies sévères aux dangers de l’anaphylaxie. La marque « EpiPen », ainsi que son produit est identifié comme « Kleenex », contient des mouchoirs en papier ; la société a également fait pression avec succès la FDA d'élargir l'étiquette pour inclure le risque d'anaphylaxie et en parallèle, a réussi à convaincre le Congrès d'adopter une législation rendant EpiPen disponibles dans les écoles et dans les lieux publics comme les défibrillateurs le sont, et a engagé pour ce faire les mêmes personnes que celles employées par Medtronic pour travailler sur la législation concernant les défibrillateurs,. De 2007 à 2016, Mylan a également augmenté le prix d'EpiPens de 461%, passant d'environ 100 dollars pour un paquet de deux stylos à environ 600 USD. Au premier semestre de 2015, Mylan détenait une part de marché de 85% de ces dispositifs aux États-Unis et cette année-là, ses ventes atteignaient environ 1,5 milliard de dollars et représentaient 40% des bénéfices de Mylan. L'augmentation des prix en 2016 a suscité des critiques généralisées, parfois très virulentes, de Bresch et de Mylan,,,. Lors du Sommet Forbes Healthcare 2016, Bresch avait expliqué que les augmentations de prix de Mylan étaient justifiées par les nombreuses améliorations apportées au produit par la société. En réponse à la controverse, Bresch a amené Mylan à introduire une version générique de l’appareil, vendue à la moitié du prix de l’appareil de marque,.
Les documents déposés par procuration montrent qu'entre 2007 et 2015, la rémunération de Bresch est passée de 2 453 456 dollars à 18 931 068 dollars, soit une augmentation de 671% de la rémunération,.

## Distinctions
En 2014, le magazine Fortune classe Heather Bresch à la 31e position des « 50 femmes les plus influentes » de l'année,,. La même année, elle remporte le prix EY Global Impact of the Year.
Heather Bresch reçoit en 2017 le prix du leadership Albert Schweitzer lors d'un gala organisé par la Hugh O'Brian Youth Leadership Foundation.

## Vie privée
Bresch est la fille de Joe Manchin et de Gayle Conelly Manchin. Elle est mariée à Jeffrey J. Bresch, avocat de Jones Day. Elle était auparavant mariée à l'homme d'affaires de Virginie-Occidentale Douglas Kirby. Elle vit avec son mari et ses quatre enfants à Sewickley Heights, dans la banlieue de Pittsburgh en Pennsylvanie .